# Coretta Scott King
Coretta Scott King (Marion, 27 de abril de 1927-Playas de Rosarito, 30 de enero de 2006) fue una escritora y activista estadounidense, reconocida líder de la comunidad afroamericana. Esposa del activista y luchador por los derechos civiles Martin Luther King, quien fue asesinado en 1968.

## Biografía

### Infancia y juventud
Coretta nació el 27 de abril de 1927 en una granja en Heiberger, Alabama. Era la hija de Bernice y Obie Scott, dueños de las tierras donde residían. Coretta tuvo una infancia dura y sacrificada. Durante la época de la Gran Depresión toda la familia colaboró en la recolección del algodón para poder subsistir.
Se graduó de Primaria en Lincoln, una localidad a nueve millas de su pueblo, Heiberger, para proseguir sus estudios a partir de 1945 en el Antioch College. Tras su graduación se trasladó a Boston donde conoció a Martin Luther King Jr.

### Matrimonio con Martin Luther King
Coretta y Martin se casaron el 18 de junio de 1953. La ceremonia se celebró en la casa de los padres de Coretta en Marion, Alabama, siendo presidida por el padre de Martin. King y Scott tuvieron cuatro hijos:
- Yolanda Denise King (17 de noviembre de 1955, en Montgomery, Alabama)
- Martin Luther King III (23 de octubre de 1957, en Montgomery, Alabama)
- Dexter Scott King (30 de enero de 1961, en Atlanta, Georgia)
- Bernice Albertine King (28 de marzo de 1963, en Atlanta, Georgia)

Los cuatro hijos siguieron los pasos de sus padres al convertirse en activistas y defensores de los derechos civiles.

### Actividad política y defensora de los derechos civiles
Con los años, además de dedicarse a preservar la memoria de su esposo, fue aumentado su actividad política. Tras el asesinato de Martin Luther King en 1968, comenzó a asistir a servicios conmemorativos en la Iglesia bautista de Ebenezer en Atlanta con el fin de celebrar el nacimiento de su marido el 15 de enero (festividad que actualmente tiene lugar el tercer lunes de enero tras la proclamación a nivel nacional del día de Martin Luther King).  En 1968, fundó el Martin Luther King Jr. Center for Nonviolent Social.  Tuvo una estrecha relación con diferentes presidentes norteamericanos, especialmente con Lyndon B. Johnson, el cual contribuyó decisivamente a la aprobación de los derechos civiles. Estuvo presente en eventos tales como la firma por parte del presidente Reagan para el establecimiento del día de Martin Luther King.
Durante los años 80, Coretta King reafirmó su oposición a la segregación de la población negra, participando en una serie de protestas en Washington que inspiraron a todo el país a manifestarse en contra de las políticas racistas de Sudáfrica. Viajó a Sudáfrica para unirse a Winnie Mandela, mientras su esposo, Nelson Mandela, era preso político en Roben Island. Después de regresar a Estados Unidos, ejerció una importante presión sobre el presidente Reagan para la aplicación de sanciones contra Sudáfrica.
En 1986 presentó una carta al Senado de los Estados Unidos contra la nominación de Jeff Sessions como juez federal que no fue leída ni admitida como documentación. En 2017, la senadora demócrata Elizabeth Warren intentó leer la carta de 1986 escrita por Coretta Scott King contra la nominación de Jeff Sessions como fiscal general por Donald Trump. Sessions fue nombrado por mayoría de votos fiscal general.
Coretta King estuvo presente en la primera proclamación presidencial de George W. Bush en el año 2001, recibiendo igualmente numerosos reconocimientos honorarios por parte de instituciones como la Universidad de Princeton y el Colegio de Bates.
La señora King, persona de gran firmeza en sus decisiones, mostró su enérgico rechazo en asuntos tales como la pena capital o la invasión de Irak en el año 2003. Además de contar con el apoyo de varios grupos conservadores, fue la portavoz de otras muchas minorías. Infatigable luchadora en favor de los derechos de la mujer, participó igualmente en numerosas campañas, entre ellas las dirigidas a la prevención del sida.
En su honor se otorga una medalla a los niños por la excelencia en la literatura.

### Enfermedad y muerte
El 16 de agosto de 2005, Coretta King fue hospitalizada después de sufrir un ataque cardíaco. Debido a este percance sufrió la pérdida del habla y una parálisis que le afectó al lado derecho de su cuerpo. Recibió el alta médica del Hospital de Piedmont en Atlanta el 22 de septiembre de 2005 después de recobrar parte del habla, para continuar la fisioterapia en su domicilio. Debido a complicaciones asociadas al ataque cardíaco, no pudo cumplir su deseo de asistir a los debates donde se discutió si el lugar de nacimiento de su marido debía mantenerlo Atlanta o el Servicio de Parques Nacionales. El 14 de enero de 2006 la Sra. King hizo su última aparición pública en una cena en honor de su marido.
Murió el 30 de enero de 2006 a la edad de 78 años, mientras dormía, en un centro de rehabilitación en Rosarito, Baja California, México, en la Colonia Lomas de San Antonio, La Coyotera, donde recibía terapias por su infarto. Sus restos mortales fueron trasladados a Atlanta para recibir sepultura junto a su marido en el Centro King.

## Recompensas
- 1983: Premio Roosevelt Cuatro Libertades, categoría "Libertad de culto"
- 1997: Premio Golden Plate, otorgado por la American Academy of Achievement
- 2004: Premio Gandhi por la Paz otorgado por el Gobierno de la India
- 2009: Introducción al Salón de la Fama de Mujeres de Alabama
- 2017: Introducción al Museo Nacional de Historia de las Mujeres